# Преставлки
Преставлки (словац. Prestavlky) — село, громада округу Ж'яр-над-Гроном, Банськобистрицький край, центральна Словаччина, регіон Теков. Кадастрова площа громади — 15,01 км².
Населення 680 осіб (станом на 31 грудня 2017 року).

## Географія
Протікає Трубінський потік.

## Історія
Преставлки згадуються в 1283 році.

## Населення
| Рік:            | 1994. | 2004.   | 2014.   | 2024.   |
| --------------- | ----- | ------- | ------- | ------- |
| Кількість осіб: | 699   | 670     | 668     | 670     |
| Різниця:        |       | -4,14 % | -0,29 % | +0,29 % |

| Рік:            | 2023. | 2024.   |
| --------------- | ----- | ------- |
| Кількість осіб: | 685   | 670     |
| Різниця:        |       | -2,18 % |